# Pentaloculum macrocephalum
Pentaloculum macrocephalum är en plattmaskart som beskrevs av Alexander 1963. Pentaloculum macrocephalum ingår i släktet Pentaloculum och familjen Phyllobothriidae. Inga underarter finns listade i Catalogue of Life.